# Pukhanszan Ui állomás
Pukhanszan Ui (Bukhansan Ui) állomás a szöuli metró hálózatához tartozó Ui LRT-nek az állomása, mely Szöul Kangbuk-ku (Gangbuk-gu) kerületében található. 2017. szeptember 2-án adták át.

## Viszonylatok
| Ui LRT     | Ui LRT | Ui LRT                                                 |
| ---------- | ------ | ------------------------------------------------------ |
| végállomás |        | Szolbat (Solbat) park Sinszol-tong (Sinseol-dong) felé |